# Řády, vyznamenání a medaile Lucemburska

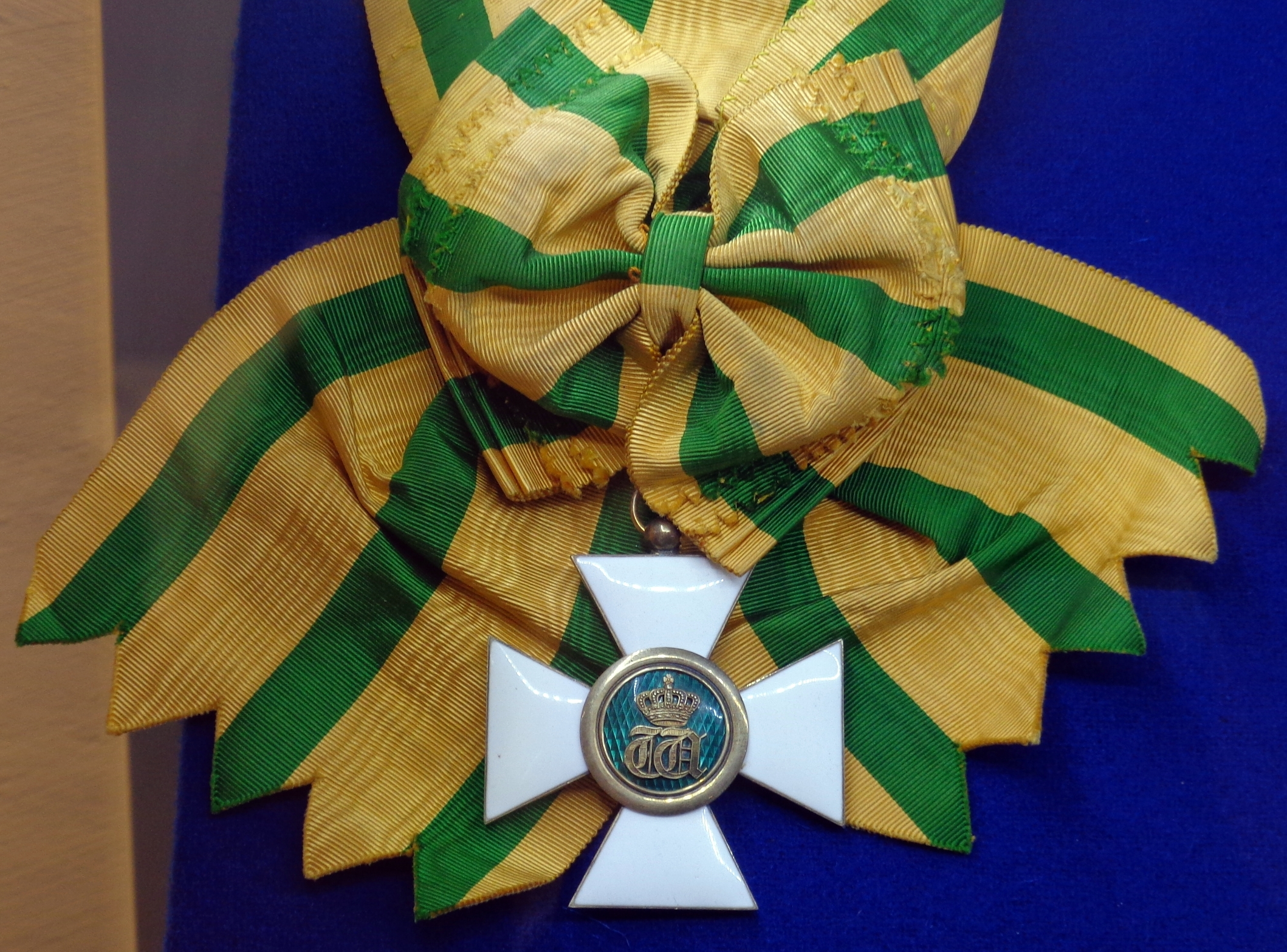
Řád dubové koruny, velkokříž

Řády, vyznamenání a medaile Lucemburska mají svůj základ ve vyznamenáních Nasavského vévodství. Nasavský domácí řád zlatého lva, který je nejvyšším vyznamenáním Lucemburského velkovévodství, je dynastickým řádem Nasavských. Druhým v pořadí v hierarchii lucemburských řádů je Řád Adolfa Nasavského, který byl v roce 1858 založen Adolfem Lucemburským, budoucím velkovévodou lucemburským v době, kdy byl posledním nasavským vévodou.

## Řády
- Nasavský domácí řád zlatého lva  byl založen 31. března 1858. V Lucembursku je udílen za záslužnou službu pro lucemburského velkovévodu a velkovévodství.[2]
- Řád Adolfa Nasavského byl založen 8. května 1858. Když se Nasavsko stalo součástí Německého císařství byl roku 1866 zrušen a obnoven byl roku 1890. Udílen je za mimořádné služby lucemburskému velkovévodovi a velkovévodství.[3]
- Řád za zásluhy Lucemburského velkovévodství byl založen 23. ledna 1961 lucemburskou velkovévodkyní Šarlotou. Udíleno je za služby zemi v různých oblastech lidské činnosti. Udílen je také státním úředníkům za dlouholetou a věrnou službu.[4]
- Řád dubové koruny byl založen 29. prosince 1841 králem Vilémem II. Udílen je za vynikající civilní a vojenskou službu a zasloužilým umělcům za jejich vynikající úspěchy.[5]
- Řád odboje 1940–1944 byl založen 30. března 1946 lucemburskou velkovévodkyní Šarlotou. Udílen je za mimořádné činy v odboji či za službu v národním zájmu během německé okupace Lucemburska za druhé světové války.[6]
- Národní řád medaile za sportovní zásluhy byl založen roku 1976.[7]

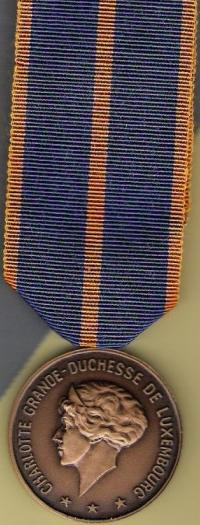
Vojenská medaile

## Vojenská vyznamenání
- Vojenská medaile byla založena 30. října 1945. Udílena je za mimořádně výjimečné vojenské úspěchy.[8]
- Kříž cti a vojenských zásluh byl založen v květnu 1951 lucemburskou velkovévodkyní Šarlotou.[9]
- Válečný kříž byl založen 17. dubna 1945 lucemburskou velkovévodkyní Šarlotou. Udílen byl za mimořádně odvážné činy.[10]
- Medaile dobrovolníků 1914–18 byla založena 10. května 1923 lucemburskou velkovévodkyní Šarlotou.[11]
- Medaile dobrovolníků 1940–45 byla založena 12. září 1945. Udílena byla za službu na straně spojenců nebo v odboji v rozhodném datu od 10. května 1940 do 8. května 1945.[12]
- Kříž za dlouhou dobrovolnou službu
- Medaile veteránů za vojenské zásluhy

## Civilní vyznamenání
- Odznak odboje
- Národní medaile za uznání
- Záslužná medaile za dárcovství krve byla založena 22. října 1979 lucemburským velkovévodou Janem. Udílena je za dárcovství krve.[13]
- Záslužná medaile civilní obrany
- Služební kříž celní správy
- Služební kříž vězeňské služby
- Služební kříž lesní stráže

## Pamětní medaile
- Medaile zlaté svatby 1901 byla založena 2. dubna 1901 lucemburským velkovévodou Adolfem na památku padesátého výročí jeho svatby s Adelaidou Marií Anhaltsko-Desavskou.[14]
- Pamětní medaile 1953 byla založena roku 1953 na památku svatby korunního prince Jana a princezny Josefíny Šarloty.[15]
- Jubilejní medaile 1981 HRH Henriho a Marie Teresy
- Medaile stříbrného výročí velkovévody Jana 1989